# Порадко, Эдвард
Эдвард Порадко (пол. Edward Poradko) — военный и дипломатический деятель, Генерал дивизии Войска польского.

## Биография
Родился в крестьянской семье. Участник Второй мировой войны. В 1942—1943 годах сражался с фашистами в рядах Гвардии Людовой, затем — Армии людовой.
С ноября 1944 года служил в Народном Войске Польском. Боролся с польским антикоммунистическим подпольем (1944—1953).
После окончания офицерской школы, служил в танковом полку, затем переведен в военную контрразведку. В 1951—1957 годах — следователь Главного управления информации Войска Польского (с сентября 1955 года — комитет общественной безопасности), первоначально в структурах ВМФ, затем в Силезском военном округе.
В 1960-е годы — заместитель начальника Военной внутренней службы Главной инспекции авиации, в 1967—1969 гг. — начальник управления Военной внутренней службы сил ПВО страны. Позже, возглавил 2-е управление Генерального штаба польской армии (военная разведка и контрразведка). С 1972 по 1979 год занимал должность начальника стратегической разведки.
В октябре 1980 года ему было присвоено воинское звание генерала бригады.
В 1981 году назначен начальником Военной внутренней службы армии ПНР. В 1983 г. — генерал дивизии.

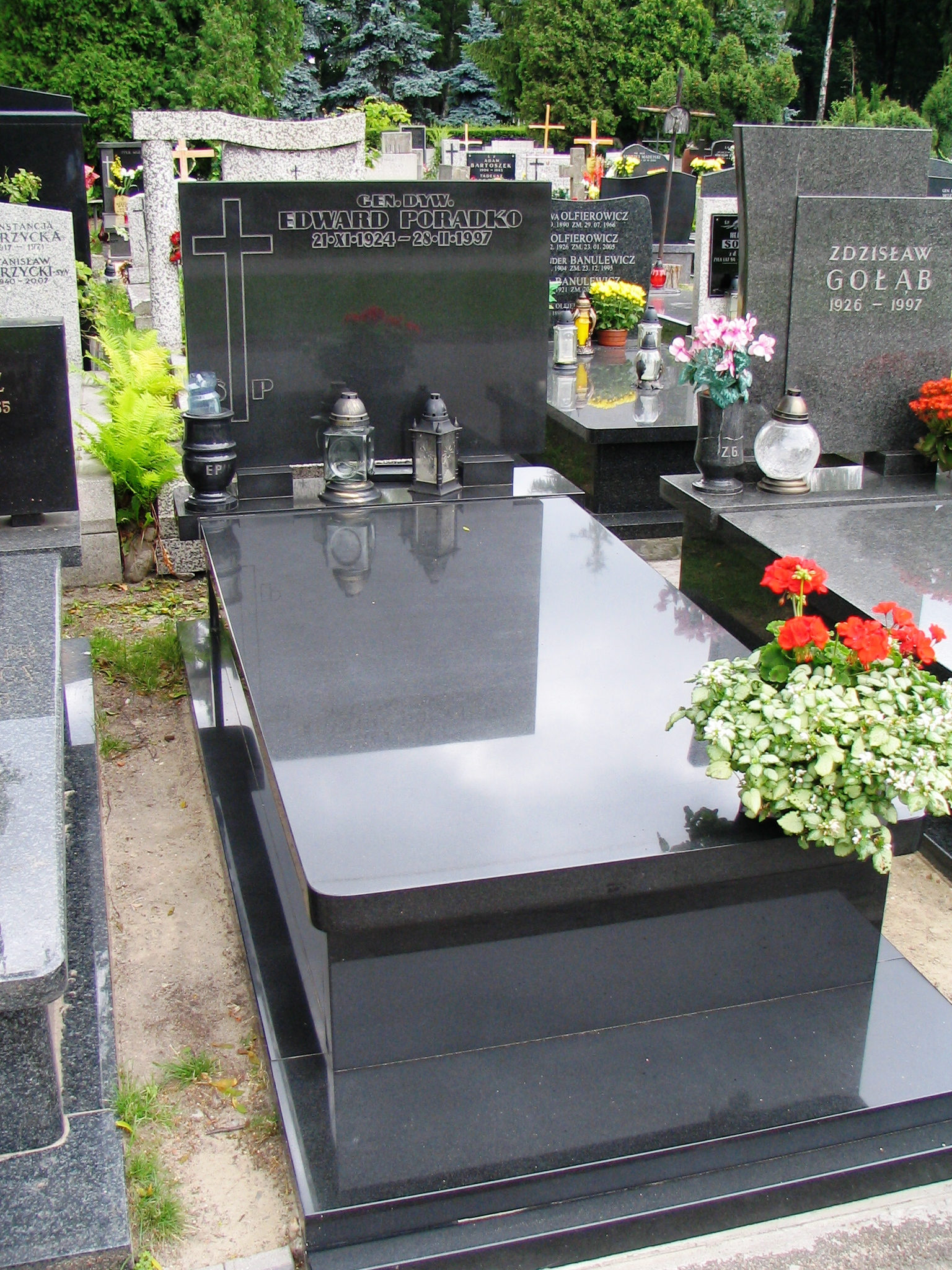
Могила генерала Э. Порадко на кладбище Воинские Повонзки

В 1986 году отправлен послом Польши в Кабул, на родину вернулся в 1990 году.
Член Польской рабочей партии, затем — ПОРП. Занимал ответственные посты в партийной иерархии польской армии.
Делегат X съезда  ПОРП (июль 1986). Член Главного совета Союза борцов за свободу и демократию.
Похоронен на варшавском кладбище Воинские Повонзки.